# Plumbata
(Saggitae) plumbatae (оловнице) биле су стрелице отежане оловом. Израђиване су у различитим величинама и облицима, са оловним тегом који се налазио иза шиљка, по чему су добиле име.

## Историјат
Најбољи писани извор за ово оружје јесте Вегецијева De re militari:
Plumbatarum quoque exercitatio, quos mattiobarbulos uocant, est tradenda iunioribus. Nam in Illyrico dudum duae legiones fuerunt, quae sena milia militum habuerunt, quae, quod his telis scienter utebantur et fortiter, Mattiobarbuli uocabantur. Per hos longo tempore strenuissime constat omnia bella confecta, usque eo, ut Diocletianus et Maximianus, cum ad imperium peruenissent, pro merito uirtutis hos Mattiobarbulos Iouianos atque Herculianos censuerint appellandos eosque cunctis legionibus praetulisse doceantur. Quinos autem mattiobarbulos insertos scutis portare consuerunt, quos si oportune milites iactent, prope sagittariorum scutati imitari uidentur officium. Nam hostes equosque consauciant, priusquam non modo ad manum sed ad ictum missibilium potuerit perueniri.
Вештину руковања оловницама, које зову „Марсовим жаокама“, исто треба пренети на новаке. Наиме, није томе дуго, у Илирику су постојале две легије, које су бројале по шест хиљада војника и звале се „Марсовим жаокама“, јер су се овим стрелицама вешто и храбро служиле. Познато је да су захваљујући њиховој великој одважности дуго времена добијани сви ратови. Стога су Диоклецијан и Максимијан, када су доспели на власт, одлучили да као заслугу за исказану храброст ове тзв. „Марсове жаоке“ назову Јовијанцима и Херкулијанцима, због чега се каже да су их претпоставили осталим легијама. Они су навикли да носе по пет „марсових жаока“ уметнутих у своје штитове. Ако их у прави час хитну на непријатеља, готово се чини као да штитоноше опонашају посао стрелаца: рањавају и непријатељско људство и коње, пре него што би исти могли да им се нађу надохват руке или у домету пројектила.
Други извор, исто с краја 4. века, јесте анонимна расправа под насловом De rebus bellicis
Bene extensa et directa virga accipiet in extremitate sui rotundum et in acumen deductum ferrum, similibus locis  <ac> in tribulata plumbo et pennis adhaerentibus, ut plumbi pondere et pennarum celeritate adiuta rotunditas teli facilius clipeos et similiter obstantia valeat penetrare.